# Carlos González Ragel
Carlos González Ragel (Jerez de la Frontera (Cádiz, España), 22 de diciembre de 1899- Ciempozuelos (Madrid), 28 de noviembre de 1969) fue un pintor expresionista y fotógrafo español.

## Biografía
Nació en una familia de clase media acomodada, su padre, dueño de un estudio de fotografía, le inició en el oficio. La muerte de su madre se produce cuando contaba apenas nueve años.
En 1915 viaja a Madrid con su hermano Diego, y se sumerge de lleno en el mundo de la bohemia, incubando diversas enfermedades que marcarían su vida.  
A la muerte de su padre, regresó a Jerez y se matriculó en la Escuela de Artes y Oficios, pero no acabó sus estudios pues al parecer su estilo pictórico no encajaba con el academicismo de dicha institución. Trabajó con su hermano Javier en el negocio de fotografía heredado del padre, destacando al parecer en su tarea de laboratorio hasta que -no queda clara la razón- desapareció el estudio. De ese periodo parece ser su aportación a la azulejería del bar Los Gabrieles, en Madrid.
En el año 1931 expuso sus pinturas con figuras en forma de esqueletos en el Museo de Arte Moderno. Fotógrafo, dibujante, caricaturista, Rajel cultivó en ese periodo una figura enjuta y elegante, con una capa negra con cierres de calaveras de plata, convirtiéndose en un personaje para la sociedad jerezana. En contrapartida, su declarado alcoholismo, le llevó a ofrecer sus dibujos a plumilla a cambio de dinero o cariño y a incubar brotes agresivos indiscriminados hacia todo su entorno.
En el año 1936 fue ingresado, por primera vez, en el Hospital Psiquiátrico de Málaga. Tras su salida se desplaza a Sevilla junto a Amalia, su mujer, donde empeora su estado físico y mental, teniendo que ser nuevamente ingresado, ahora en el Hospital Psiquiátrico de Sevilla. En 1937 realiza su tercera exposición en Sevilla, exponiendo sus originales y características esqueleotomaquias de personajes famosos y políticos de la época. Regresó a Jerez, cuya casa en la carretera de Cortes bautiza como Villa Esqueletomaquia, y vive con grandes penurias económicas.
En 1941 se celebra en el Hotel Los Cisnes su cuarta exposición con cuadros similares a la de Sevilla, y en 1942 expone en el Hotel Palace de Madrid. Desde dicha fecha en adelante su pintura se hace cada vez más tenebrosa, hasta que en 1955 se celebra su última exposición en vida del artista, también en el Hotel Los Cisnes.
En 1956, con cincuenta y siete años, fue internado en el Sanatorio de San Juan de Dios en Ciempozuelos (Madrid), donde dejó una extensa producción de pinturas que componen parte de la exposición permanente de dicha institución, y donde falleció el 28 de noviembre de 1969.

## Obra
Aparte de la obra fotográfica no conservada, del legado al sanatorio de Ciempozuelos y del material recogido en algunas de sus exposiciones póstumas, hay que anotar sus numerosas contribuciones en el campo de la publicidad (un primitivo arte del diseño o «sponsorship»), para diversas bodegas andaluzas.

### Exposiciones tras su muerte
En mayo de 2007 se celebró una exposición de la azulejería del bar Los Gabrieles pintada por Rajel en Madrid, en la sala Amárica de Vitoria. Del 20 de diciembre de 2007 y hasta el mes de marzo de 2008 se pudieron contemplar en el Museo Nacional Centro de Arte Reina Sofía, diez de sus obras dentro de la exposición titulada "La noche española. Flamenco, vanguardia y cultura popular 1865-1936", que del 5 de julio al 31 de agosto de 2008, se expuso también en el Petit Palais de París.
En marzo-abril de 2014, se realizó la exposición "Carlos González Ragel 3D, arte en los huesos", en los Claustros de Santo Domingo de Jerez, sobre sesenta y nueve de sus obras previamente tratadas con dicha tecnología.